# Ehrenfried Weidemann
Ehrenfried Weidemann (* 2. Februar 1914 in Schwetz an der Weichsel; † 20. Juli 1998 in Lübeck) war ein deutscher Politiker (CDU).

## Leben
Weidemann besuchte die Volksschule, das Hermann-Löns-Gymnasium und die Landwirtschaftsschule und machte eine Lehre im elterlichen Betrieb. Anschließend war er in der aktiven Wehrpflicht in Stargard in Pommern tätig. Er arbeitete in der Reichsfinanzverwaltung, besuchte die Reichsfinanzschulen Wöllershof und Bodenbach-Tetschen und machte die Inspektorenprüfung. Er nahm am Zweiten Weltkrieg teil und saß in Gefangenschaft. 1950 trat er seinen Dienst beim Finanzamt Lübeck an, wo er Betriebs- und Großbetriebsprüfer und zuletzt Steuerrat war.
Im Mai 1950 wurde Weidemann Mitglied der CDU. Er war 1. Vorsitzender der Jungen Union Lübeck, im März 1954 Gründer des CDU-Ortsverbandes Marli-Brandenbaum-Eichholz, 1. Vorsitzender und Kreisvorstandsmitglied im CDU-Kreisverband Lübeck, Kreisschatzmeister, 20 Jahre in Bürgerschaftsausschüssen tätig und ab Dezember 1956 Bürgerschaftsmitglied. Von 1975 bis 1979 war er Mitglied des Landtags von Schleswig-Holstein.
Weidemann war Träger der Freiherr-vom-Stein-Medaille.